# Austauschkapazität

Kationenaustausch an der Oberfläche eines Bodenpartikels (engl.)

Die Austauschkapazität (AK) für Ionen – auch Sorptionsvermögen – ist neben dem pH-Wert und den Redox-Eigenschaften eine wichtige chemische Bodeneigenschaft in Bezug auf den Boden-pH, das Bodengefüge, die Bodenentwicklung, die Bodenfruchtbarkeit und Pflanzenernährung.

## Definitionen
An den Oberflächen der organischen und mineralischen Bodenpartikel, hauptsächlich in der Größenklasse < 2 µm, werden Ionen reversibel angelagert (adsorbiert). Daher können sie ausgetauscht (desorbiert) werden. Die Austauschkapazität eines Bodens bezeichnet die Summe der austauschbaren Ionen in Mol bzw. mmolc/kg Substanz (letzteres nicht SI-konform).

Einfluss des Boden-pH-Wertes auf die AK (engl.), hier für Kationen

Die Austauschkapazität hängt ab vom pH-Wert des Bodens in Bezug auf den pH-Wert der verwendeten Austauschlösung und der definierten Zeitkonstante – kurzfristig nicht austauschbare Ionen werden nicht berücksichtigt. Gemessen wird:
- meist die maximale (potentielle) AK mit entgegengesetztem pH-Wert von Austauschlösung und Boden-pH
- nicht die aktuelle (effektive) AK bei äquivalenten pH-Werten.

## Austauschkapazitäten für Kationen und Anionen
Da der Ionenaustausch im Boden sowohl mit positiv geladenen Kationen wie auch mit negativ geladenen Anionen stattfindet, unterscheidet man:
- die Kationen-Austausch-Kapazität (KAK) im basischen Bereich, vorwiegende Ionen: Ca2+, Mg2+, K+, Na+, Al3+, H+
- die Anionen-Austausch-Kapazität (AAK) im sauren Bereich, vorwiegende Ionen: HPO42−, SiO32−, SO42−, NO3−, Cl−.

Die Austauscher in den Bodenkolloiden sind vorwiegend negativ geladen. Daher wirkt im basischen bis mäßig sauren pH-Bereich des Bodens vorwiegend die Kationen-Austausch-Kapazität. Durch Kalkung und Düngung werden die „verbrauchten“ Kationen ersetzt.
Findet jedoch eine längerfristige Bodenverarmung mit einhergehender Bodenversauerung statt, so werden die Kationen-Austauscher chemisch verändert – die KAK sinkt.
Der Anionenaustausch ist im sauren Bereich von größerer Bedeutung; bei chemisch stark verwitterten Böden (z. B. Podsolen) oder rein organischen Böden (z. B. Moorböden) sind die überschüssigen Anionen verantwortlich für eine höhere Verfügbarkeit von Fe, Al und Mn.